# Ja'akov Ben Jezri
Ja'akov Ben Jezri (1. října 1927 Fás – 17. února 2018 Kfar Saba) byl izraelský politik a bývalý poslanec Knesetu za stranu Gil.

## Biografie
Narodil se 1. ledna 1927 ve městě Fás v Maroku. 30. listopadu 1949 přesídlil do Izraele. Sloužil v izraelské armádě, kde získal hodnost First Sergeant (Rav Samal). Měl středoškolské vzdělání s maturitou. Pracoval jako úředník. Hovořil hebrejsky, francouzsky a arabsky.

## Politická dráha
V letech 1955–1963 zasedal v samosprávě města Pardes Chana. V letech 1974–1993 byl oblastním ředitelem zdravotní pojišťovny Klalit, kde již předtím od roku 1958 působil jako zaměstnanec.
V izraelském parlamentu zasedl po volbách do Knesetu v roce 2006, ve kterých kandidoval za stranu penzistů Gil. V letech 2006–2009 byl ministrem zdravotnictví. Voleb do Knesetu v roce 2009 se účastnil, ale strana Gil tentokrát nepřekročila potřebný práh pro zisk mandátů.